# Chazewa
Chazewa (חֲצֵבָה auch חצבה) ist ein Moschaw im Regionalverband HaArawa HaTichona (auch  „Zentrale Arawa“) im Südbezirk von Israel. 2018 gab es dort 605 Einwohner. Der im Jahre 1965 gegründete Ort wurde nach der benachbarten früheren Festung Chazewa (מצודת חצבה auch מְצוּדַת חֲצֵבָה) benannt, die laut Jochanan Aronheim (יוחנן אהרונהיים) auch als die Festung Tamar aus dem Buch Hesekiel 47:19 und 48:28 bekannt ist. Die biblische Befestigungsanlage geht auf das 10. Jahrhundert v. Chr. zurück.